# Ухнаагийн Хурэлсух
Ухнаагийн Хурэлсух (монг. Ухнаагийн Хүрэлсүх; род. 14 июня 1968, Улан-Батор, Монгольская Народная Республика) — монгольский государственный и политический деятель. Президент Монголии с 25 июня 2021 года. Председатель ЦК Монгольской народной партии (МНП) с 21 ноября 2017 года. Действующий депутат Великого государственного хурала (парламента Монголии) с 2020 года.
Премьер-министр Монголии (октябрь 2017 — 21 января 2021). Генеральный секретарь Монгольской народной партии (2008—2012).

## Биография

### Ранние годы и образование
Родился 14 июня 1968 года в Улан-Баторе.
Окончил среднюю общеобразовательную школу № 2 в Улан-Баторе, а затем Университет обороны Монголии в 1989 году со специализацией по политическим исследованиям. Изучал государственное управление в Институте государственного управления и развития менеджмента и право в Национальном университете Монголии, которые окончил в 1994 и 2000 годах соответственно.

### Военная карьера
Замполит в 152-й дивизии Монгольской народно-революционной армии. Был первым монгольским офицером, ушедшим в отставку со службы, чтобы сохранить свое членство в партии в 1990 году, когда правительство стремилось деполитизировать органы власти.

### Политическая карьера

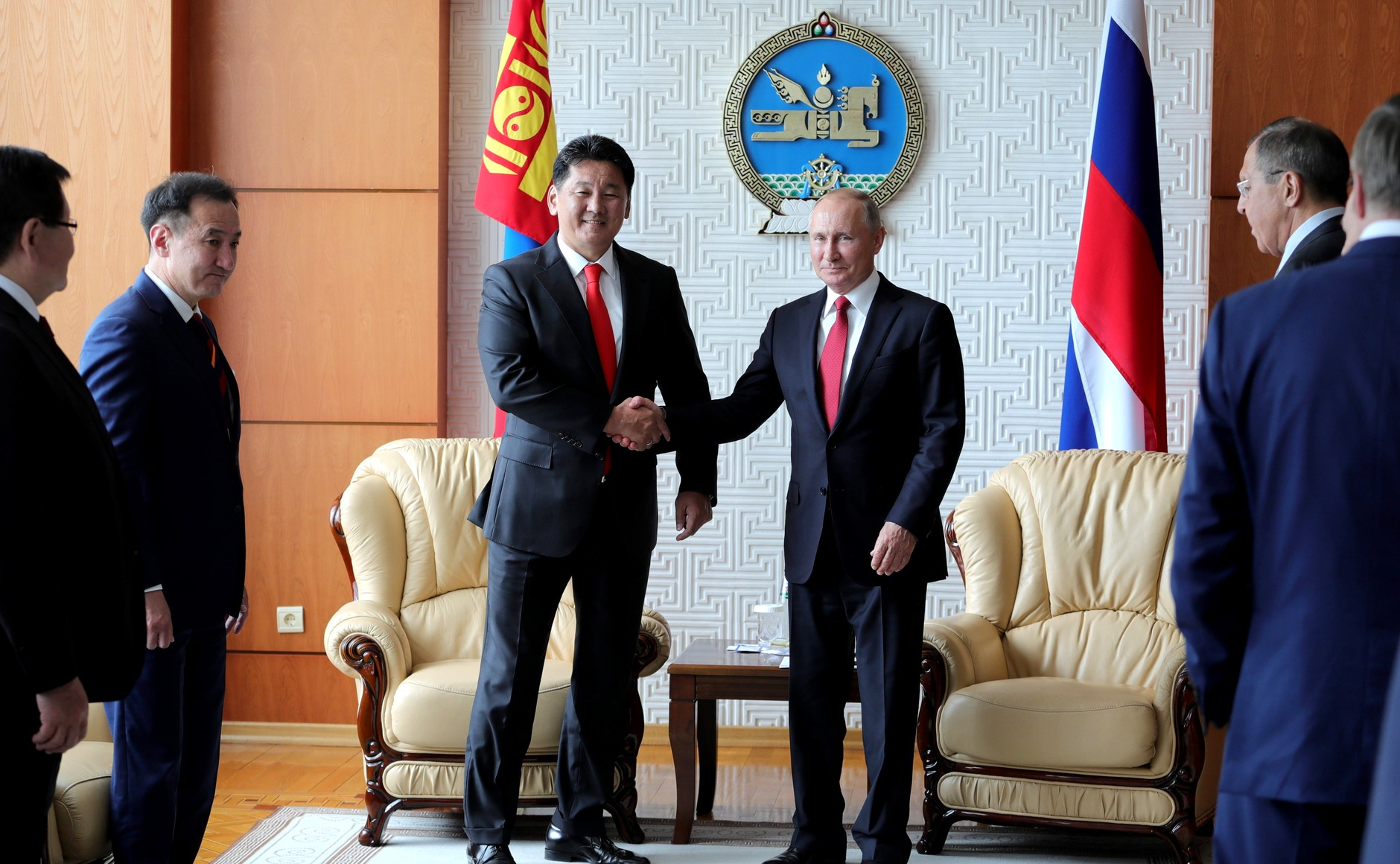
С Президентом России Владимиром Путиным. Улан-Батор, 3 сентября 2019 года.

Начал свою политическую карьеру в качестве политического сотрудника Центрального Комитета Монгольской народно-революционной партии (МНРП) в 1991 году. Между 1994 и 1996 годах работал советником Секретариата фракции МНРП в парламенте Монголии. Был одной из ведущих фигур в партии, инициировавших и реализовавших институциональные реформы молодёжной организации монгольской народно-революционной партии. Создал Демократическую Социалистическую молодёжную Федерацию МНРП и занимал пост президента два раза — в период между 1997 и 1999 годами и в 2000—2005 годах. В 2000 году он был избран в руководящий Совет МНРП, в 2008 году — Генеральным секретарём МНРП. В 2010 году отстаивал процесс восстановления первоначального названия партии — «Монгольская народная партия», которое было изменено на «Монгольская народно-революционная партия» в 1924 году по рекомендации Коминтерна для того, чтобы продемонстрировать солидарность с социалистическими партиями в то время. 21 ноября 2017 года на съезде партии избран председателем партии, при этом набрал 63 % голосов, значительно обойдя второго кандидата Улзийсайханы Энхтувшина.
Избран в Великий государственный хурал четыре раза — в 2000, 2004, 2012 и 2020 годах.
В 2004—2006 годах — министр по чрезвычайным ситуациям, в 2006—2008 годах — министр инспекции, в 2014—2015 и в 2016—2017 годах — заместитель премьер-министра Монголии. 4 октября 2017 года Великий государственный хурал единогласно одобрил кандидатуру Ухнаагийн Хурэлсуха и он стал премьер-министром. Подал в отставку 21 января 2021 года из-за скандала, вызванного видео в социальных сетях, на котором перевозят недавно родившую женщину без тёплой верхней одежды в стационар для заражённых коронавирусом. Великий государственный хурал абсолютным большинством голосов принял отставку премьер-министра.
Затем он выиграл президентские выборы в июне 2021 года, набрав 72 % голосов избирателей.

## Награды
- Медаль Туркменистана «Magtymguly Pyragynyň 300 ýyllygyna» (11 октября 2024 года, Туркменистан) — за заслуги в расширении дружеских отношений между Туркменистаном и Монголией, в изучении, бережном сохранении, популяризации и донесении грядущим поколениям творческого наследия поэта-классика туркменской литературы Махтумкули Фраги, большой личный вклад в сближение и обогащение культур, укрепление дружбы, братства и взаимовыгодного сотрудничества между туркменским и монгольским народами, а также по случаю 300-летия туркменского поэта и мыслителя Махтумкули Фраги[6].